# 브리악시스

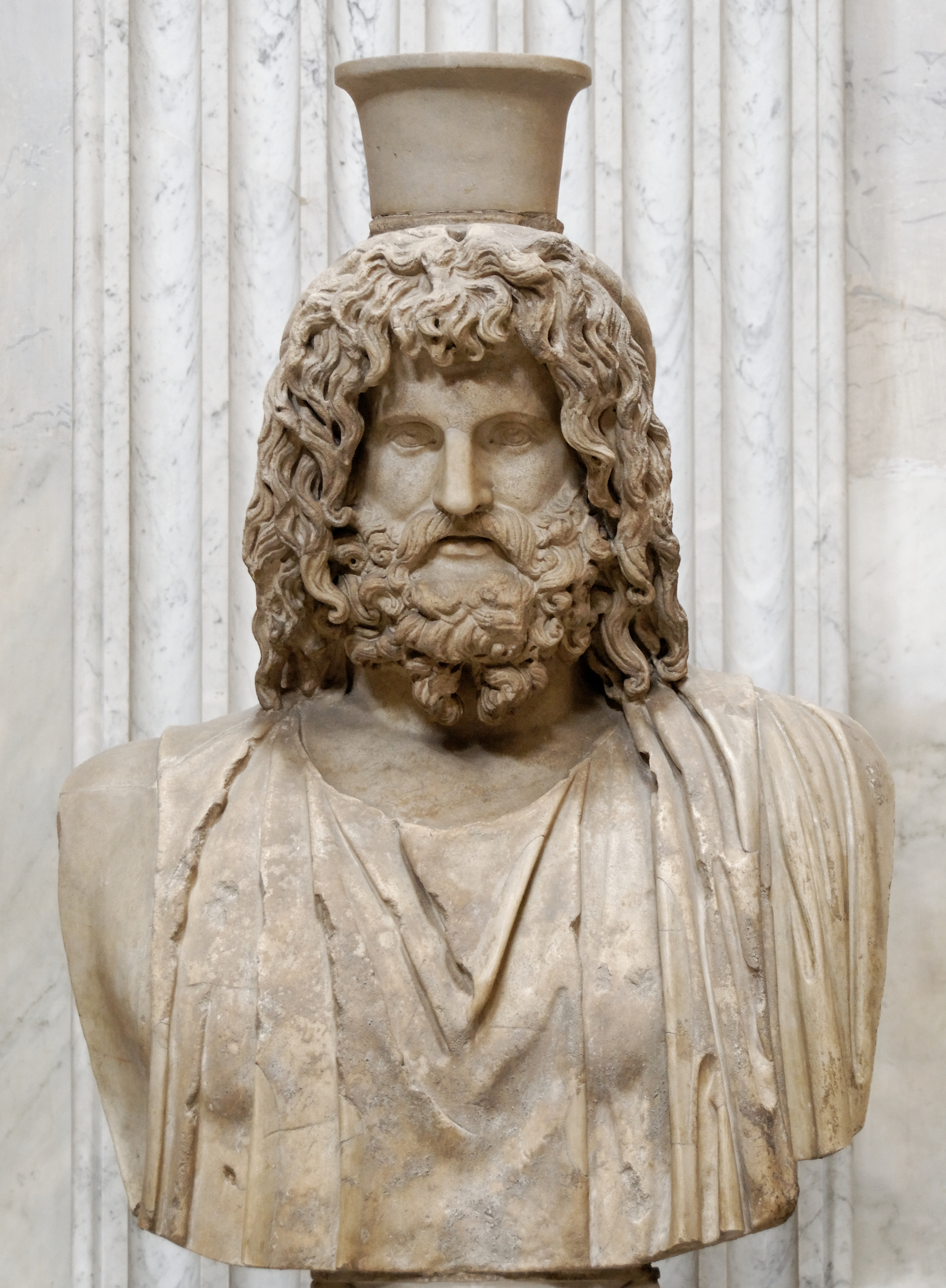
사라피스의 흉상. 로마 시대 복제품

브리악시스(Bryaxis, 고대 그리스어: Βρύαξις 또는 Βρύασσις, 기원전 350년경)는 고대 그리스의 조각가였다.

## 생애
그는 카리아의 여왕 아르테미시아 2세가 동생이자 남편인 마우솔로스의 무덤인 할리카르나소스의 마우솔레움을 짓는 작업에서 북쪽을 담당했다. 당시에 초청을 받은 다른 3인의 조각가들로는 레오카레스, 스코파스, 그리고 티모테오스가 있었고, 그들은 각각 한 방위씩을 맡아 조각을 담당하였다. 이 무덤은 마우솔로스가 죽은 지 3년 후에 완성되었고, 그때는 아르테미시아가 죽은 지도 1년이 지난 후였다.
어떤 작가들은 브리악시스가 알렉산드리아 신전의 유명한 세라피스의 거상을 조각했다는 주장을 하기도 한다. 그러나 아돌프 마이클리스와 아테노도로스 카나니테스 등이 표현한 것은 브리악시스의 유명세를 빌리기 위해 이름만 빌린 것이라고 지적한다. 브리악시스의 작품으로는 로도스섬에 있던 5개의 거대한 시리아의 왕 셀레우코스의 청동상과 안티오케이아 근처의 다프네의 아폴로 상이 있다.